# Мілютін Дмитро Олексійович
Граф Дмитро́ Олексі́йович Мілю́тін (рос. Граф Дмитрий Алексеевич Милютин; 28 червня (10 липня) 1816, Москва, Російська імперія — 25 січня (7 лютого) 1912, Сімеїз, Таврійська губернія, Російська імперія) — російський державний діяч, військовий історик. Військовий міністр Російської імперії у 1861—1881 роках, генерал-фельдмаршал (1898). Автор військових реформ 1860-1870-х років. Відіграв значну роль у геноциді черкесів.

## Ранні роки
Закінчив Московський університетський пансіон (1833) та Військову академію в Санкт-Петербурзі. На відміну від брата Миколи, що вибрав цивільну службу, Дмитро Мілютін пішов добровольцем на Кавказьку війну. У 1843—1845 роках був оберквартирмейстром російських військ на Кавказі. 1845 року внаслідок тяжкого поранення пішов з військової служби.

## Наукова діяльність
Після повернення з Кавказу Мілютін почав читати лекції у військовій академії як професор кафедри військової географії, згодом — військової статистики.
У наступні роки Мілютін мав репутацію відомого науковця. Він підкреслив значущість військової статистики й написав першу об'ємну працю в цій галузі. Він вважав Олександра Суворова взірцевим полководцем, а Італійський похід 1799 року — його найвидатнішою кампанією. У 1852—1853 роках Мілютін опублікував п'ятитомний твір «Історія війни Росії з Францією за правління Павла I в 1799 році» (рос. дореф. Исторія войны в Россіи съ Франціею въ царствование Павла І въ 1799 г.). 1853 року нагороджений Демидівською премією з історії.
1853 року Мілютін призначений членом-кореспондентом Санкт-Петербурзької академії наук, а 1866 року — її почесним членом. Також був почесним головою Військово-юридичної академії (1881), почесним президентом Миколаївської академії Генерального штабу (1883), почесним членом Харківського університету (1860).
Мілютін аналізував причини поразки Росії в Кримській війні 1853—1856 років і запропонував провести деякі радикальні військові реформи. Імператор Олександр II підтримав його ідеї та призначив його військовим міністром у 1861 році.

## Військовий міністр

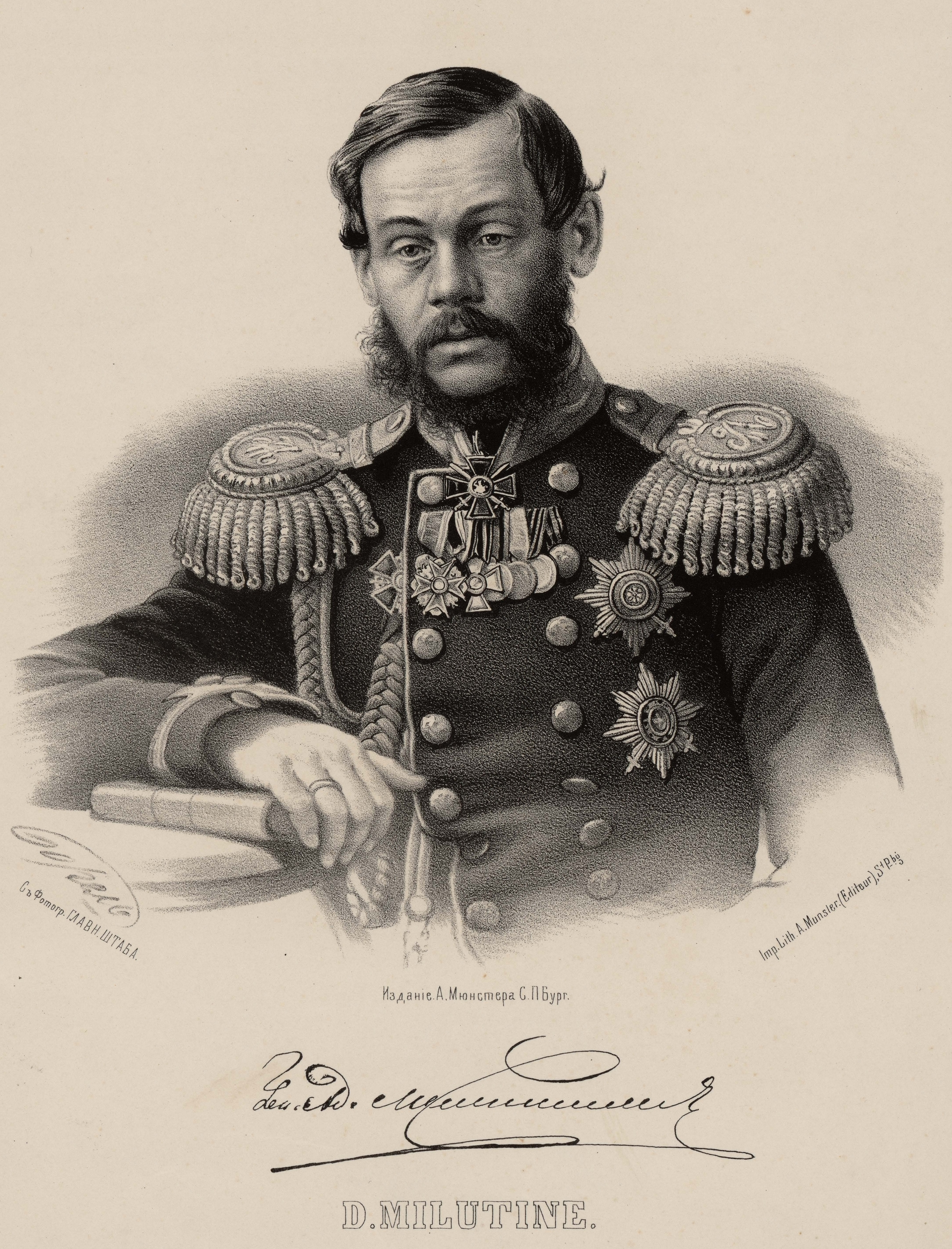
Військовий міністр Дмитро Мілютін, 1861

Під час Кримської війни Мілютін був відряджений до Військового міністерства; у 1856—1859 роках він був начальником головного штабу Кавказької армії та брав участь у захопленні в полон Шаміля — лідера кавказьких народів у боротьбі проти Росії. З 1860 року був товаришем (заступником) військового міністра.
Дмитро Мілютін обіймав посаду військового міністра з 16 травня 1861 по 21 травня 1881 року. За цей період проведено значні військові реформи, основними положеннями якої стало запровадження загальної військової повинності та військових округів. Військова служба стала обов'язковою для всіх чоловіків від 21 року; її тривалість було зменшено від 25 до 6 років. Дворяни також були зобов'язані проходити військову службу. Також було реформовано систему військової освіти, а початкова освіта стала доступною всім призовникам.
Успіх реформ Мілютіна був продемонстрований під час російсько-турецької війни 1877—1878 років, яка завершилась успішно для Російської імперії. Після завершення війни Мілютін створив комісію для розслідування порушень у поставках продовольства для російської армії під час облоги Плевена.
У 1861—1865 роках Мілютін був приймав рішення щодо депортацій черкесів, одного з кавказьких народів, які спричинили масові смерті від голоду та хвороб.

## Пізні роки

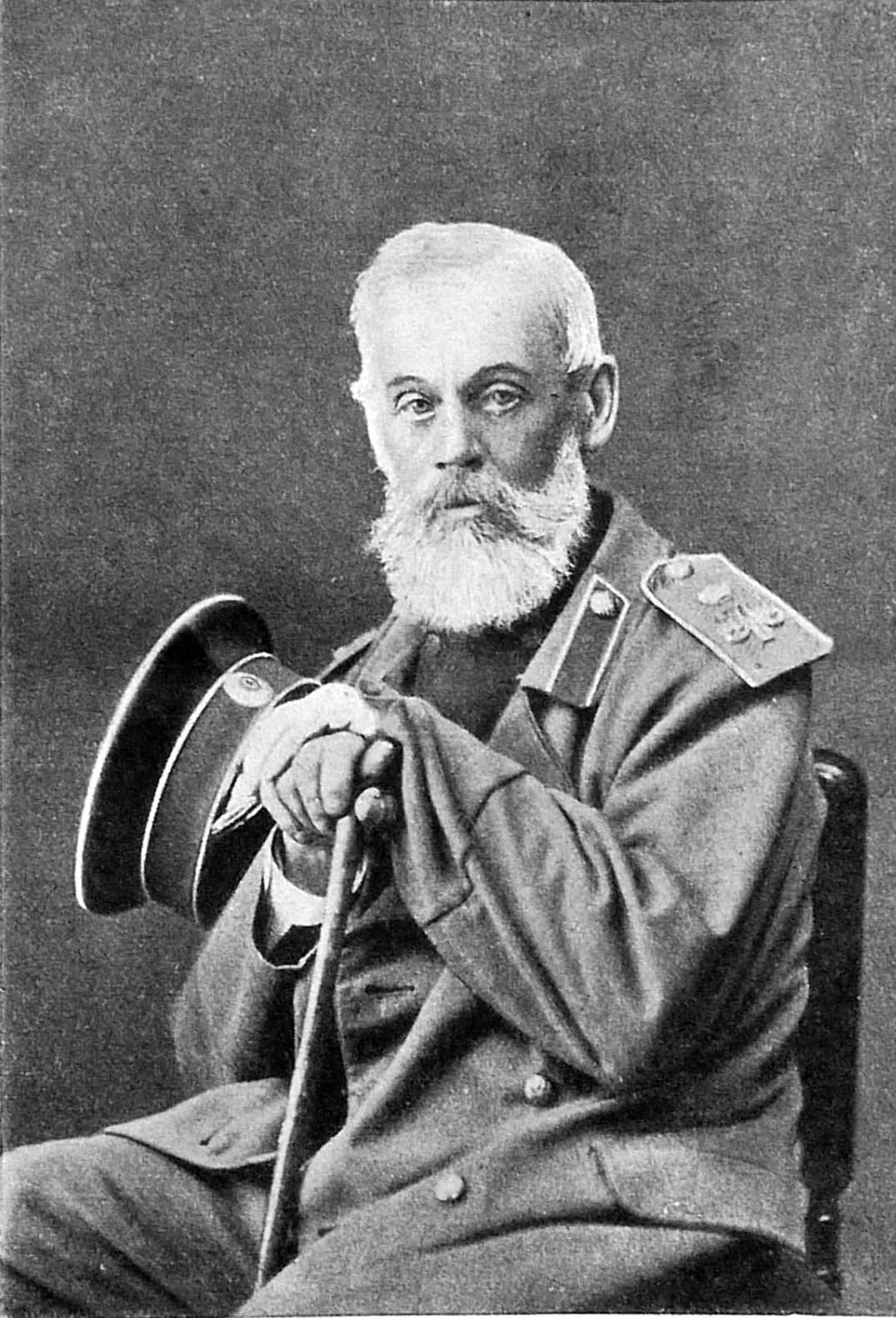
Дмитро Мілютін. Фотографія 1912 року

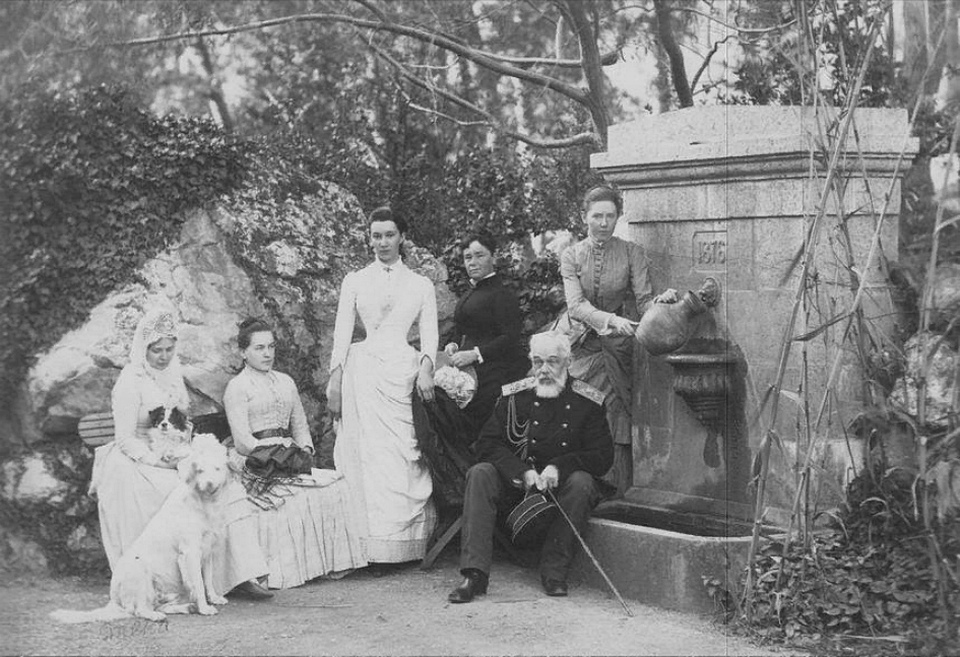
Дмитро Мілютін (другий справа) з родиною в Сімеїзі, 1905

Убивство імператора Олександра II погіршило становище Мілютіна. За сприяння Костянтина Побєдоносцева, одного з найвпливовіших політиків доби Олександра III, який намагався ліквідувати ліберальні прояви правління попереднього імператора, Мілютін був звільнений з посади військового міністра.
1898 року отримав звання генерал-фельдмаршала.
Помер 1912 року в маєтку в Сімеїзі в Криму. Похований у Новодівочому монастирі.

## Нагороди
Російські
- Орден святої Анни I та II ступенів
- Орден Білого Орла
- Орден святого Станіслава I та III ступенів
- Орден святого Володимира I ступеня
- Орден святого Олександра Невського
- Орден святого Андрія Первозванного
- Орден святого Георгія II ступеня

Іноземні
- Румунське королівство: Орден Зірки Румунії
- Пруссія[7]:
  - Орден Червоного Орла
  - Pour le Mérite
  - Орден Чорного орла
- Австрійська імперія[8]:
  - Орден Залізної Корони
  - Орден Леопольда
- Третя французька республіка:
  - Орден Почесного легіону[9]
  - Орден Академічних пальм
- Швеція[10]: Орден Серафимів
- Данія[11]: Орден Слона
- Угорське королівство[8]: Королівський угорський орден Святого Стефана
- Мекленбург-Стреліц: Орден Вендської корони
- Королівство Сербія: Орден Таковського хреста[en][12]
- Князівство Чорногорія: Орден князя Данила I
- Каджарський Іран: Орден Лева і Сонця